# Conrad Brunkman
Conrad Anton Brunkman, född 20 januari 1887 i Helsingborg, död 27 maj 1925 i Lund, var en svensk roddare som deltog i OS 1912 i Stockholm.
Brunkman vann en olympisk silvermedalj i rodd under sommar-OS 1912 i Stockholm. Brunkmans lag i inriggad fyra med styrman förlorade finalen till den danska båten med manskap från "Nykjøbings paa Falster". De svenska roddarna från "Roddklubben af 1912" var Ture Rosvall, William Bruhn-Möller, Conrad Brunkman, Herman Dahlbäck och Wilhelm Wilkens som styrman. 
Brunkman ligger begravd på Norra kyrkogården i Lund.